# 枯葉 (歌曲)
『枯葉』（かれは、仏題：Les Feuilles mortes ）は、シャンソンの代表的な楽曲である。

## 概要
1945年にジョゼフ・コズマが作曲し、後にジャック・プレヴェールが詞を付けた。ミディアム・スローテンポの短調で歌われるバラードで、6/8拍子の長いヴァース（序奏部）と、4拍子のコーラス部分から成る。
第二次世界大戦後のシャンソンとして、世界的にも有名なスタンダードである。
また、いち早くジャズの素材として多くのミュージシャンにカバーされ、数え切れないほどのレコーディングが存在することでも知られる。
フランス語の原詞のほか、日本語をはじめ各国語の歌詞を与えられ、広く歌われている。
ヘンデルのパッサカリアと曲想が類似しているとの研究がある。

## オリジナル「Les Feuilles mortes」
1945年、ローラン・プティ・バレエ団のステージ「Rendez-vous」の伴奏音楽の一つとしてコズマが作曲したメロディーが原型である。このステージからモチーフを得て翌1946年に製作されたマルセル・カルネ監督の映画「夜の門」（Les Portes de la Nuit ）で挿入歌として用いられることになり、映画の脚本にも携わったプレヴェールが新たに詞を付けた。なお、プレヴェールとコズマは、戦時中に製作されたカルネ監督の名作映画「天井桟敷の人々」にもそれぞれ脚本と音楽で携わっていた。歌自体は1947年に出版登録されている。
映画「夜の門」は戦後の世相を背景とした群像劇で、映画に出演した新人歌手イヴ・モンタンによって劇中で歌われたのが歌曲としての「枯葉」のオリジナルとなったが、このバージョンは映画共々ヒットしなかった。しかし、これに続いて当時人気があった知性派のシャンソン歌手ジュリエット・グレコが歌ったことで「枯葉」は世に認知されるようになり、1940年代末から1950年代にかけ広まって、シャンソン界のスタンダード曲となった。
歌手コラ・ヴォケールは1948年にこの曲を取り上げて歌うようになり、何度か録音も行っている。彼女の抑制された端整な歌唱によるヴァージョンはこの曲のもっとも優れた解釈の一つであり、アメリカの大学においてフランス語の授業に「フランス語の美しい発音のサンプル」として使われたというエピソードもある。他にも戦後に活躍した多くのフランス人歌手たちによって歌われており、反骨のアーティストであるセルジュ・ゲンスブールもこの歌を歌っている。

## 英語版「Autumn Leaves」
フランス語歌曲の「枯葉」が、ポピュラー音楽大国のアメリカ合衆国に持ちこまれたのは1949年である。しかし、フランス語の歌詞ではアメリカの一般大衆相手に売れるはずもなく、アメリカでこの曲を売り出そうとしたキャピトル・レコードの方針で、英語歌詞が付けられ、"Autumn Leaves"という英語題で発表された。
英語詞を作詞したのはキャピトル・レコードの創立者でもあったジョニー・マーサーである。彼はそれ以前から「P・S・アイ・ラブ・ユー」「ワン・フォー・マイ・ベイビー」「ザッツ・オールド・ブラック・マジック」など数々のヒット曲を作詞し、後にはヘンリー・マンシーニとのコンビで「ムーン・リバー」「酒とバラの日々」の作詞も手がけた作詞家であるが、「枯葉」についてはプレヴェールの原詞に比してかなり感傷過多な内容の歌詞を書いている。
この際、マーサーはなぜか、歌の前説となるヴァースの部分に歌詞を付けず、後半のコーラス部分のみを作詞した（「枯葉」のヴァース部分は、ポピュラー音楽としては地味で長いのは確かである）。その結果、アメリカではこの曲のヴァースの部分が（たとえインストゥルメンタルであっても）省略され、なおかつ若干引き延ばされた形で流布してしまい、誰もヴァースを知らないという状況になってしまった。
最初にこの英語詞を歌ったのは、1950年のビング・クロスビーであった。以後、1952年のナット・キング・コールのバージョンなどボーカルを中心に何種かのバージョンが送り出されたが決定打にはならず、本格的に広まったのはインストゥルメンタル版でポピュラー・ピアニストのロジャー・ウィリアムズ（Roger Williams）がヒットを飛ばしてからであった。ウィリアムスのバージョンは、枯葉の舞い散る様をピアノで模したきらびやかなアレンジが大衆に大受けして1955年に全米ヒットチャートで4週連続第1位を達成している。
以後、アメリカのポピュラー音楽界におけるスタンダードナンバーとして広く歌われるようになり、フランク・シナトラをはじめとする多くの有名歌手のレパートリーとなった。外国から移入された曲でアメリカのスタンダードナンバーとなった曲では、おそらく「ベサメ・ムーチョ」「イパネマの娘」「イエスタデイ」等と並んでもっとも人気を博した曲の一つであろう。
ウィリアムズの影響で、この曲は以後もムード音楽分野では、ストリングスやピアノを用いて無闇に甘ったるく切々と演奏されるのが定番のスタイルとなった。有名無名を問わず無数のオーケストラやピアニストに演奏されるこの種の俗流「枯葉」は、エレベーターミュージック（elevator music：エレベーターの中で流すようなBGM）の大スタンダードナンバーとなり、現在でも全世界のデパート、スーパーマーケットやコーヒーショップのBGMとして頻繁に流されている。その結果善し悪しは別として日夜新たな聴き手を開拓し、「誰でも聴いたことのある曲」として「枯葉」の知名度を高めている。
ジャズの分野では1952年にスタン・ゲッツが録音したのが先駆だったが、ポピュラー界でスタンダードとなったことと、コーラス部分の独特のコード進行がアドリブの素材として好まれたことから、1950年代後半以降、多くの有名なジャズメンによって取り上げられた。ミディアム・テンポで演奏されるキャノンボール・アダレイのブルーノート盤『サムシン・エルス』（1958年録音、実質的にはマイルス・デイヴィスのリーダーアルバム）、急速調のピアノで多彩なアドリブを展開するビル・エヴァンスのリバーサイド盤『ポートレイト・イン・ジャズ』（1959年録音）は独自の解釈を持ち込んだモード・ジャズを代表とする演奏として殊に有名であり、キース・ジャレット、チック・コリア等、コンテンプラリー・ジャズを代表するピアニストに大きな影響を与え続けている。またサラ・ヴォーンのパブロ盤（1982年録音）は原曲の姿をまったく留めないまでの縦横無尽な超高速スキャットで歌われ、その過激さから激しい賛否両論を呼んだ。
なお、マーサーに作詞されなかったヴァースの部分の英語詞を、はるか後年に（ジャズ評論家・翻訳者でもある）大橋巨泉が作詞しているが、当然ながら世界でも巨泉以外の誰にも歌われていない（唯一の音源は、巨泉自身が実の娘であるジャズ歌手・大橋美加と共演したバージョン）。

## 日本語版「枯葉」
日本で「枯葉」が知られるようになったのは、戦後の昭和20年代後半である。戦後起こったシャンソンブームの立役者である高英男が、1951年（昭和26年）にパリへ留学した際にこの歌を聴き、親交の深かった歌手・淡谷のり子（戦前からシャンソンを積極的に歌っている）へ「この歌は貴女にぴったり」と楽譜等をフランスから日本へ送った。この譜面を見て、気に入った淡谷は舞台で披露、レコードにも吹き込みした。翌1952年（昭和27年）、帰国した高も、帰朝リサイタルで早速中原淳一の訳詞でこの歌を披露、「枯葉」は高のデビュー盤としてキングレコードから発売され、当時では異例の10万枚を超える売り上げを記録している。その他、越路吹雪（岩谷時子の訳詞）、芦野宏、ペギー葉山（音羽たかしの訳詞）なども持ち歌にしたほか、ジャズ・ナンバーとしても笈田敏夫などによって歌われている。
現在、日本のシャンソン歌手ならば必ず一度は歌っている代表的なシャンソン・ナンバーである。